# Eustala longembola
Eustala longembola là một loài nhện trong họ Araneidae.
Loài này thuộc chi Eustala. Eustala longembola được Arthur Merton Chickering miêu tả năm 1955.